# Parommidion extricatum
Parommidion extricatum är en skalbaggsart som beskrevs av Martins 1974. Parommidion extricatum ingår i släktet Parommidion och familjen långhorningar.
Artens utbredningsområde är Paraguay. Inga underarter finns listade i Catalogue of Life.